# Mula chushanensis
Mula chushanensis är en insektsart som beskrevs av Yang och Wu 1993. Mula chushanensis ingår i släktet Mula och familjen Derbidae. Inga underarter finns listade i Catalogue of Life.